# غرفة العرش، كنوسوس
تم بناء غرفة العرش في القرن الخامس عشر قبل الميلاد لأغراض احتفالية داخل المجمع القصري في كنوسوس، كريت، اليونان. تقع غرفة العرش في قلب قصر العصر البرونزي في كنوسوس، والذي يعد أحد المراكز الرئيسية للحضارة مينوسية. وتعتبر هذه الغرفة أقدم قاعة عرش معروفة في أوروبا، حيث تم بناؤها خلال القرن الخامس عشر قبل الميلاد.  

## بيئة
تم اكتشاف قاعة العرش في عام 1900 من قبل عالم الآثار البريطاني آرثر إيفانز خلال المرحلة الأولى من أعمال التنقيب التي قام بها في كنوسوس. وقد كان هذا الاكتشاف مهماً للغاية في فهم تاريخ الحضارة مينوسية وتطورها. تم العثور على قاعة العرش في وسط المجمع القصري وإلى الغرب من الساحة المركزية في قصر كنوسوس. وهي تعتبر أقدم عرش حجري معروف في منطقة بحر إيجة، بل وأقدم عرش حجري في أوروبا.تحتوي قاعة العرش على مقعد من المرمر على الحائط الشمالي، والذي أطلق عليه إيفانز اسم "عرش"، مع وجود الفتخاء على كل جانب ينظران إليه. كما تحتوي على مقاعد من الجبس من ثلاث جهات. كان هذا الجزء من جناح أكبر، والذي يتضمن أيضًا غرفة انتظار وغرفة داخلية مع حافة ربما كانت كنيسة. كان الوصول إلى قاعة العرش من الغرفة الأمامية عبر بابين مزدوجين. ووفقاً لتقديرات إيفانز، يمكن استيعاب ما مجموعه ثلاثين شخصًا في قاعة العرش وغرفة الجلوس الخاصة بها.  حصلت قاعة العرش على شكلها النهائي في فترة مينوان IIIA المتأخرة، والتي تميزت بخصائص معمارية وثقافية مميزة للحضارة مينوسية.  حيث كانت إضافة لاحقة للقصر حدثت خلال المرحلة الأخيرة من الاحتلال بعد عام 1450 قبل الميلاد، مما يعكس التطور المستمر للبنية التحتية والقصر في كنوسوس. 

## غاية

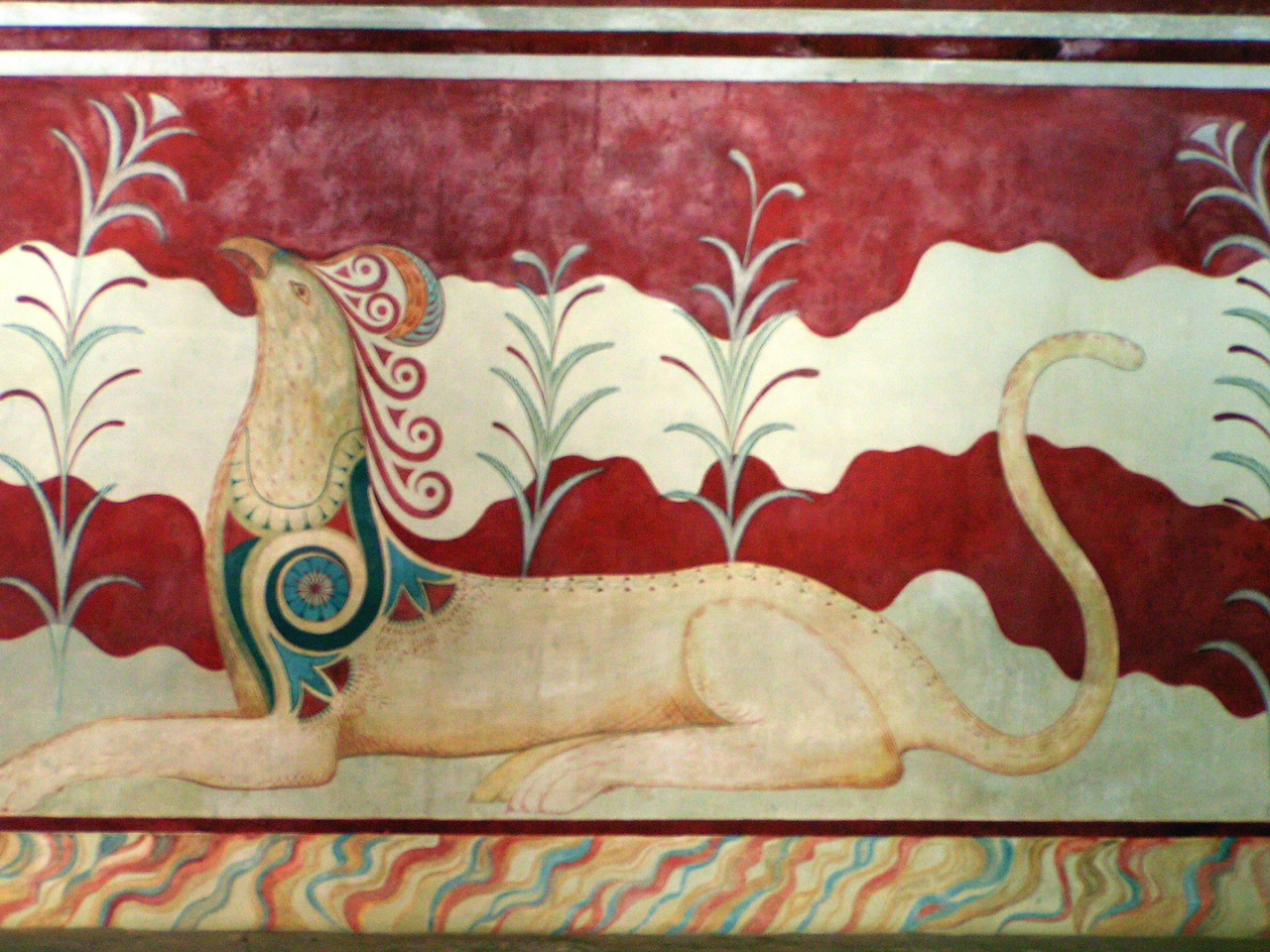
أحد الفتخاء اللذين يواجهان العرش

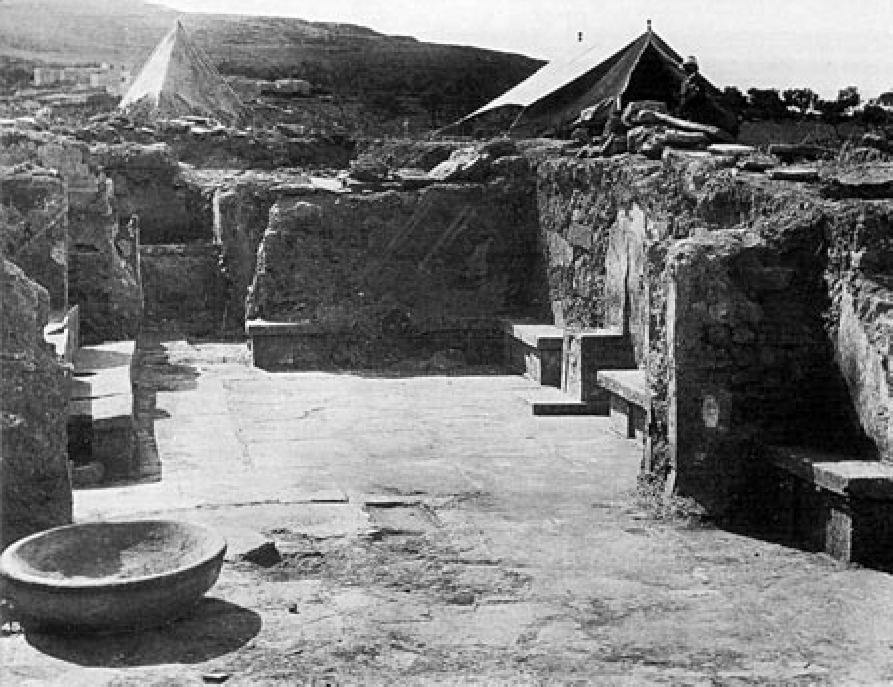
قاعة العرش قبل إعادة بنائها.

في البداية، اعتقد إيفانز أن هذه المنطقة، بما في ذلك قاعة العرش، صُممت لخدمة غرض ديني.  بينما زعم أن هذا كان عرش الملك الكاهن، وأن وجود الفتخاء يدل على أن هذا الملك كان بطريقة ما خارج حدود العالم البشري.  تم تحديد العرش الحجري كمكان إقامة الملك الأسطوري لكريت، مينوس، ويبدو أنه مستوحى من الأساطير اليونانية.من جهة أخرى، اقترح علماء الآثار هيلجا رويش وفريدريك ماتز أن قاعة العرش كانت تُعتبر مزارًا لإلهة أنثوية، وأن الكاهنة التي كانت تجلس هناك كانت تقوم بتقليدها. تشير المقاعد الحجرية المحيطة بالجدران إلى وجود مجلس للجلوس أو ربما محكمة. في حين تم تخصيص منطقة غارقة، التي أطلق عليها إيفانز اسم "حوض لوسترال"، للاستحمام الطقسي، حيث تم تقسيمها جزئيًا من جانب واحد. نظرًا للسلطات المدنية والدينية التي يمتلكها الملك، لا يمكن أن يكون هناك أي نقاش حول حقيقة أن الإجراءات الرسمية بدأت بالاحتفالات المقدسة. 
بناءً على وجهات نظر متنوعة، قد يكون للعرش دلالة دينية تفوق أهميته السياسية، إذ كان يُستخدم في إعادة تجسيد طقوس الظهور الإلهي التي تشمل كاهنة عليا، كما يتضح من تصوير الغريفين والنخيل والمذابح في الجداريات. وقد تم الاقتراح مؤخرًا أن الغرفة كانت تُستخدم فقط عند الفجر في أوقات معينة من السنة لإقامة احتفالات محددة. 

## التأثير الميسيني
يزعم علماء الآثار المتنوعون أن الغرفة وأثاثها يعود تاريخها على الأرجح إلى وقت الاستيلاء الميسيني حوالي عام 1450 قبل الميلاد عندما كانت الظروف السياسية في كريت مختلفة تمامًا، كما يتضح من الظهور المتزامن للمقابر النخبوية والدفن الفردي ووجود النص اليوناني الميسيني الخطي B.  في تلك الفترة، يبدو أن قصر كنوسوس قد خضع لتعديلات طفيفة تضمنت إضافة ميزات مثل قاعة العرش. ومن الجدير بالذكر أن اللوحات المزخرفة التي تظهر الغريفينات المتقابلة، والتي أصبحت رمزًا شائعًا في لوحات الجدران الميسينية في العصور اللاحقة، لم تكن موجودة سابقًا في كريت. على سبيل المثال، تم العثور على زخارف حائطية مماثلة أيضًا في غرفة العرش في القصر الميسيني في بيلوس في البيلوبونيز .